# + (음반)
+(플러스라고 발음)는 에드 시런의 첫 번째 정규 앨범이자 데뷔 앨범이다. 2011년 9월 9일 어사일럼 레코드와 애틀랜틱 레코드를 통해 발매되었다.